# Curtiss Teal
El Curtiss Teal (Model 57) fue un anfibio monoplano estadounidense diseñado y construido por la Curtiss Aeroplane and Motor Company. Se construyeron dos versiones, una triplaza y otra cuatriplaza, pero solo se fabricó un ejemplar de cada.

## Diseño y desarrollo
El Teal era un anfibio monoplano con el motor propulsor montado en un contenedor por encima de la sección central alar. El casco era metálico y las alas, de madera en voladizo.
Fue diseñado para uso privado, pero debido a las presiones económicas de los Estados Unidos de los años 30, solo se construyeron un triplaza, el Teal A-1 registrado N969V y un cuatriplaza Teal B-1, registrado N970V.

## Variantes
Teal A-1
Variante triplaza con motor Wright J-6-5 de 123 kW (165 hp).
Teal B-1
Variante cuatriplaza con motor Wright J-6-7 de 168 kW (225 hp).

## Especificaciones (Teal A-1)
Referencia datos: aerofiles

### Características generales
- Tripulación: Uno (piloto)
- Capacidad: Dos pasajeros
- Longitud: 9,22 m
- Envergadura: 13,87 m
- Altura: 3,50 m[3]
- Superficie alar: 23,03 m2[3]
- Peso vacío: 968 kg[3]
- Planta motriz: 1× motor radial de cinco cilindros refrigerado por aire Wright J-6-5.
  - Potencia: 123 kW (165 hp)

### Rendimiento
- Velocidad máxima operativa (Vno): 160 km/h
- Velocidad crucero (Vc): 137 km/h
- Alcance: 724 km
- Techo de vuelo: 3170 m (10 400 pies)[3]
- Régimen de ascenso: 2,0 m/s (400 pies/min)[3]

### Secuencias de designación
- Secuencia Numérica (interna de Curtiss): ← 54 - 55 - 56 - 57 - 58 - 59A/59B - 60 →

### Listas relacionadas
- Anexo:Hidroaviones y aviones anfibios